# Арбитр (Halo)
В научно-фантастической вселенной Halo Арбитр — церемониальное, религиозное и политическое звание, присваиваемое инопланетным Элитам Ковенанта. В видеоигре 2004 года Halo 2 звание даётся опозоренному командиру в качестве способа компенсировать его провалы. Хотя предполагается, что Арбитр должен умереть, служа руководству Ковенанта — Верховным Пророкам, он выживает в ходе выполнения своих заданий и последующего предательства своего вида Пророками. Когда он узнаёт, что планы Пророков способны обречь на вымирание всю разумную жизнь в галактике, Арбитр вступает в союз с противниками Ковенанта — людьми — и предотвращает активацию мира-кольца Ореола. Арбитр — игровой персонаж в игре Halo 2 и в выпущенном в 2007 году её сиквеле Halo 3; в выпущенной в 2009 году стратегии в реальном времени Halo Wars, события которой происходят за 20 лет до событий основной трилогии, появляется другой Арбитр.
Появление Арбитра в Halo 2 и то, что Арбитр становится вторым главным героем в дополнение к основному (человеку Мастеру Чифу), было таким поворотом сюжетной линии, который разработчики Halo, Bungie, держали в строгом секрете. Предварительное имя персонажа — «Дервиш» — было отклонено ввиду опасений по поводу того, что оно подкрепляло воспринимаемую аллегорию «США против ислама» в сюжете игры. Удостоенный премии актёр Кит Дэвид отдал свой голос персонажу в Halo 2 и 3, а Арбитра в Halo Wars озвучивал David Sobolov.
Арбитр появлялся в трёх наборах игрушек-фигурок и других предметов коллекционирования и в маркетинге в дополнение к появлениям в играх. Bungie задумывали изменение игрового персонажа на члена Ковенанта как сюжетный поворот, которого никто бы не ожидал, но Арбитр в особенности и очеловечивание Ковенанта в общем не были восприняты критиками и фанатами однозначно. Журнал Computer and Video Games высмеивал задания за Арбитра в Halo 2, называя их «дерьмовыми фрагментами». Наоборот, IGN оплакивали потерю сюжетной линии с Арбитром в качестве главного героя в Halo 3, и им недоставало своеобразия, которое персонаж добавлял в сюжет.

## Проектирование персонажа
Арбитр в видеоиграх Halo 2 (2004) и Halo 3 (2007) озвучен Китом Дэвидом, актёром из Нью-Йорка. Дэвид отметил, что ему нравится озвучивать сложных персонажей, у которых есть прошлое. Как он говорит, возыметь влияние озвучиванием сложно: «Это или плохая озвучка, или хорошая озвучка». Дэвид нечасто играет в видеоигры, но он утверждал, что он получил больше известности благодаря роли Арбитра, чем ролями в фильмах и другой работой в озвучивании.
Арбитр незначительно изменялся в ходе разработки, так как общий внешний вид Элитов Ковенанта был разработан для предыдущей игры — вышедшей в 2001 году Halo: Combat Evolved. Единственным значительным отличием между Арбитром и другими Элитами была церемониальная броня, которую можно заметить в ранних набросках, и которая появилась в заключительном дизайне. В ранних стадиях разработки Halo 2 именем персонажа было «Дервиш», название из суфизма. Вне контекста, консультанты «геокультурного пересмотра» Microsoft Game Studios не нашли никаких проблем с именем. Хотя, как заметил Том Эдвардс, консультант, работавший на Microsoft во время пересмотра, "в контексте игры связанное с исламом имя «Дервиш» вызывало потенциально проблематичную аллегорию, связанную с сюжетом Halo 2: силы, напоминающие [США] (Мастер Чиф/Сержант Джонсон) против ислама (религиозный Ковенант, в котором уже есть «Пророк Правды», что является одним из названий Мухаммеда). Поскольку разработка игры велась незадолго после терактов 11 сентября, чувствительность к имени была высокой, и имя персонажа было изменено на «Арбитр».
В ходе интервью с телеканалом MTV Фрэнк О’Коннор, бывший контент-менеджер разработчика Halo Bungie, сказал, что включение в игру Арбитра в качестве игрового персонажа должно было быть «тайной с масштабом, сравнимым с сюжетным поворотом Шьямалана», и объяснил, что Bungie смогли не допустить публичного распространения этой информации до релиза игры, вплоть до того, что О’Коннор никогда даже не рассматривал возможность включить эту информацию в расположенную на сайте Bungie страницу еженедельных сводок о процессе разработки. О’Коннор также утверждал, что у Bungie «были другие вещи, являющиеся тайнами внутри тайн», и заявил, что были относящиеся к Арбитру материалы, которые в ходе разработки Halo 3 держались в секрете, поскольку «у личности Арбитра есть сторона, которая на сегодня всё ещё является тайной, и не без причины.» Руководитель по части сюжета Джозеф Стейтен сказал, что целью введения Арбитра было «предложить другую, захватывающую точку зрения на войну, где не всегда можно однозначно отличить друга от врага. Мы знали, что в наших руках трилогия, так что мы смотрели сквозь неожиданность от игры за противника [на события Halo 3]».

## Появления

### Halo 2
Представленное в Halo 2 звание «Арбитр» даётся Элиту Ковенанта руководством Ковенанта — Верховными Пророками — во время «исключительного кризиса». Арбитр выступает в роли «Клинка Пророков», выполняя крайне опасные задания с целью защиты Ковенанта. Ожидается, что такие солдаты погибнут в ходе своей работы. Хотя обычно с этим званием ассоциировалась большая честь, позже оно стало званием, присваиваемым опозоренным Элитам, которые, несмотря на позор, обладали значительными военными навыками. Звание служило как цели вынудить их служить Ковенанту, так и удобным способом избавиться от них после отданных им самоубийственных заданий.
Арбитр в трилогии Halo, Тел 'Вадами, ранее был главнокомандующим во флоте Ковенанта. Он командовал кораблями, последовавшими за кораблём людей «Столпом Осени» к миру-кольцу Ореолу в ходе событий Halo: Combat Evolved. Один из Пророков приказывает не уничтожать «Столп Осени» сразу же, чтобы избежать возможного причинения повреждений кольцу; эта задержка позволяет людям высадиться на кольцо, скоординировать сопротивление и, в конце концов, уничтожить кольцо, чтобы остановить распространение паразитического Потопа. В ходе событий, последовавших за инцидентом (что отражено в Halo: First Strike), главнокомандующий теряет ещё один корабль, переходящий на счёт ККОН, что приводит к полному уничтожению направленных на Землю сил вторжения Ковенанта. В начале Halo 2 Верховный Совет Ковенанта клеймит главнокомандующего еретиком за то, что он допустил уничтожение мира-кольца, который в Ковенанте считался священным. Он лишается своего звания и получает клеймо позора. Хотя предполагается, что его должны публично казнить, Верховные Пророки его избавляют от этого наказания; Иерархи дают опозоренному командиру шанс снова вести войска, став Арбитром.
Первое задание Арбитра — заставить замолчать Элита-вероотступника, согласно проповедям которого, Пророки лгут Ковенанту. Затем Арбитра посылают отыскать «Священную Икону» в библиотеке новооткрытого Ореола Дельта, чтобы активировать кольцо и осуществить Великое Путешествие, что в вере Ковенанта является спасением. Хотя ему удаётся достать Икону, Арбитра предаёт Вождь Брутов, Тартарус; последний сообщает Арбитру, что Пророки дали Тартарусу и Брутам неограниченные полномочия по уничтожению Элитов и замещении их в кастовой системе Ковенанта. Хотя Арбитра посчитали мёртвым, его, вместе с его злейшим врагом, солдатом-человеком Мастером Чифом, спасает паразитический разум Потопа Могильный Разум. Могильный разум сообщает, что Великое Путешествие на самом деле при исполнении обрекает на вымирание всю разумную жизнь. Разум затем посылает Арбитра не дать Тартарусу активировать кольцо. В ходе задания по предотвращению активации кольца вождём Брутов, Арбитр и его Элиты объединяются с людьми Мирандой Кейс и Эйвери Джонсоном. Арбитр убивает Тартаруса с поддержкой Джонсона, затем останавливая активацию кольца. Неожиданная деактивация Ореола приводит к срабатыванию последовательности перехода к режиму готовности, что, как узнаёт Арбитр, подготовило все Ореолы к удалённой активации из места, называемого Ковчегом.

### Halo 3
Хотя Арбитр остаётся игровым персонажем в Halo 3 в ходе кооперативной игры (им управляет второй игрок в game lobby), Арбитр не становится игровым персонажем, как это было в Halo 2. В течение значительной части Halo 3 Арбитр оказывает помощь войскам людей в их войне с войсками Ковенанта, сражаясь вместе с Джоном-117. Когда Потоп прибывает на Землю, Арбитр убеждает Ртаса 'Вадума не «остеклять» всю планету с целью подавить паразитов. Вместе с группой людей и Элитов, Арбитр следует за войсками Пророка Правды к Ковчегу через slipspace-портал. На Ковчеге Арбитр убивает Пророка. Мастер Чиф решает активировать строящийся на Ковчеге Ореол, чтобы уничтожить находящийся рядом Потоп, не затронув саму галактику; Арбитр помогает достать ИИ Кортану, чтобы активировать Ореол. Во время побега корабль, на котором находятся Арбитр и Мастер Чиф, разделяется на две части; Мастера Чифа считают пропавшим, а Арбитр приземляется на Землю. После посещения церемонии отдачи чести мёртвым, Арбитр и остальные Элиты покидают Землю, направляясь на свою родную планету.

### Halo Wars
В этой игре, события которой происходят за 20 лет до событий Halo: Combat Evolved, показывается не тот же Арбитр, что в трилогии. Ведущий дизайнер Дэвид Поттингер описал Арбитра Ensemble как «mean  парень. Он как Дарт Вейдер, помноженный на десять.» Эта характеристика являлась результатом стремления сделать Ковенант более «злой» силой, чтобы создать образ конфликта «хорошая сторона и плохая сторона». Частично предыстория Арбитра до событий игры объясняется в присоединённом романе-комиксе, Halo Wars: Genesis. Элит, Рипа 'Морами, получил звание после того, как он проиграл кампанию против своего клана.

### Halo 5: Guardians
Арбитр Тел 'Вадам, озвученный Китом Дэвидом, повествует и появляется  в трейлере Halo: The Master Chief Collection, впервые показанном на Electronic Entertainment Expo 2014. Трейлер является вступлением к Halo 5: Guardians.

### Halo: Escalation
В серии комиксов Halo: Escalation Тел 'Вадам — предводитель клана на своей родной планете, Сангхелиосе.

## Влияние в культурной сфере

### Товары
После релиза Halo 2, Joyride Studios выпустили игрушку-фигурку в виде Арбитра. Обзор этой модели был сделан Aaron Simmer из Armchair Empire. В обзоре модель называлась «высококачественным переводом исходного материала в пластмассу». Simmer описывает, что размеры фигурки соответствовали в пропорции другим выпущенным студией фигуркам, и восхваляет уровень детализации брони и оружия, но находит недостатки в дизайне и соединении шеи. Другими отмеченными сторонами были совместимость фигурки с фигуркой Мастера Чифа, а также её прочность. Несколько моделей Арбитра представлены в коллекционируемой игре Halo ActionClix, выпущенной в качестве рекламного материала до релиза Halo 3. McFarlane Toys была отдана задача разработать связанную с Halo 3 линейку игрушек-фигурок, и изваяние Арбитра было выпущено во второй серии фигурок после релиза игры в июле 2008 года. Крупномасштабная несоединённая фигурка Арбитра была произведена McFarlane как часть «Legendary Collection».

### Восприятие критиками
Арбитр как игровой персонаж в Halo 2 был воспринят неоднозначно; О’Коннор описывал Арбитра, как самого противоречивого созданного Bungie персонажа. Персонаж был описан, как «превосходный штрих в разработке игры», поскольку он представлял неожиданную сюжетную линию, но также и новые варианты прохождения с помощью режима скрытности. В нескольких публикациях авторы указывали, что им нравилось добавленное Ковенанту измерение в виде Арбитра как игрового персонажа.
С другой стороны, в некоторых публикациях, например, от GameSpot, авторы считали, что, хотя сторона с Арбитром и Ковенантом добавляла «новооткрытую сложность в сюжет», она отвлекала игрока от судьбы Земли; комитет обозревателей Halo 2 счёл, что, хотя решение очеловечить Ковенант путём введения Арбитра приветствовалось, его исполнение в игре имело существенные недостатки. Задания, в которых игрок управляет Арбитром, были описаны, как «совсем не лёгкие» и иногда «скучные», ввиду отсутствия оружия людей, позволявшего балансировать игровой процесс. Обзор от Computer and Video Games описал время, когда игрок управляет Арбитром, как «[эти] дерьмовые фрагменты, когда вы играете за инопланетянина Арбитра» и перечислил это как один из изъянов Halo 2. Обзорщик Jarno Kokko сказал, что хотя нельзя сказать, что играть за Арбитра ему не нравилось, идею «людям не нравится принцип играть за другую сторону в игре, которая должна быть в стиле „Мастер Чиф уничтожает поганых пришельцев“» он считает вполне приемлемой жалобой. Среди некоторых фанатов персонажа осуждают.
Восприятие удаления Арбитра как одного из основных игровых персонажей в Halo 3 также было смешанным. Hilary Goldstein из IGN считает, что изменение забрало «интригующую побочную историю Арбитра и его Элитов», в процессе уменьшая роль персонажа на роль «чувака со странным челюстями и крутым мечом» Подобным образом, Steve West из Cinemablend.com заявляет, что одно важное событие в игре за Арбитра будет скрыто от тех, у кого первой игрой в серии стала Halo 3. Обзорщик IGN находит проблему в плохом ИИ союзников в игре и в особенности выделяет Арбитра: «Арбитр заставляет меня задаться вопросом, почему Элитов в оригинальном Halo вообще боялись», говорит Hilary Goldstein. Описывая ИИ персонажа, Goldstein чувствует, что игроки могли «наслаждаться наблюдать за тем, как тот, кто теоретически должен быть с вами на одном уровне, систематически получает выстрел в лицо, что делает его в общем смысле совершенно бесполезным. Зачем приклеивать вас к соратнику-ИИ, если он хорошо умеет только респауниться?» Charles Herold из The New York Times находит, что в сравнении с Halo 2, где персонаж играет центральную роль, Арбитр в Halo 3 был «чуждым». На противоположном конце спектра были обзорщики наподобие G4tv, которые считали, что Арбитр был более приятным, а также более полезным, как ИИ-персонаж, а не как основной игровой персонаж. В списке самых лучших персонажей-инопланетян в видеоиграх MSNBC поместили Арбитра на второе место.
Кинематика и озвучивание Halo Wars были широко восхвалены, хотя один обзорщик написал, что персонажи были шаблонны и непривлекательны. Dakota Grabowski из PlanetXbox360 считает Арбитра самым сбивающим с толку персонажем в сюжете игры. Наоборот, GamePro назвали Арбитра одной из пяти самых лучших сторон игры, говоря, что хотя он не тот же Арбитр, что появлявшийся в Halo 2 и Halo 3, он был «как инопланетный Джек Бауэр, разогнанный наркотиками».
Несмотря на неполное принятие персонажа, Bungie защищали его включение в игру. «Я скорее поэкспериментирую и сделаю что-нибудь удивительное, которое не все оценят, чем просто turn the crank  и сделать очередной фильм про войну с пришельцами и космическим пехотинцем», говорит ведущий дизайнер Halo 2 Jaime Griesemer. Ведущий по сообществу Brian Jarrard приписывает часть недовольства фанатов несовпадению между связанному с игрой маркетингу и самим игровым процессом. «Я думаю, что в большей мере, чем в связи с игрой за Арбитра, люди были разочарованы и разозлены из-за того, что через маркетинг им был обещан опыт про то, что нас прижали к стене, Земля осаждена, и мы все делаем всё возможное, чтобы спасти нашу родную планету… А на самом дере в игре это происходит только в двух заданиях.» По отношению к открытой развязке сюжета в Halo 2 Griesemer говорит, «Я думаю, что если бы мы смогли закончить последнюю пару заданий и доставить игрока на Землю, значительная часть негативной реакции была бы подавлена.»